# Данилів Дем'ян Петрович
Дем'я́н Петро́вич Дани́лів (1997—2021) — старший солдат Збройних сил України, учасник російсько-української війни.

## З життєпису
Народився 1997 року в селі Рудники Стрийського району Львівської області; у віці 4 років втратив батька. Здобув професію оглядач-ремонтник вагонів у Львівському міжрегіональному ВПУ залізничного транспорту; заочно навчався на ІІ курсі історичного факультету Дрогобицького державного педагогічного університету імені Івана Франка.
У ЗСУ з 2014 року. Після строкової служби уклав контракт і вирушив у зону боїв. Старший солдат, командир механізованого відділення 17-го ОМПБ «Кіровоград» 57-ї бригади.
13 вересня 2021-го загинув внаслідок кульового поранення голови під час ворожого обстрілу при виконанні бойового завдання поблизу села Причепилівка на Луганщині.
Похований у селі Рудники.
Без Дем'яна лишилися мама, дві сестри та троє братів. 

## Нагороди
- Указом Президента України № 25/2022 від 21 січня 2022 року «за особисту мужність і самовіддані дії, виявлені у захисті державного суверенітету та територіальної цілісності України» — нагороджений орденом Богдана Хмельницького III ступеня (посмертно)[1].